# Entex Adventure Vision
Adventure Vision — самодостаточная (с собственным экраном) игровая консоль с играми на картриджах, выпущенная компанией Entex Industries в 1982 году. Стала второй игровой системой компании, после Entex select-a-game, выпущенной в 1981 году.
Консоль не имела коммерческого успеха и была снята с производства в 1983 году. Было выпущено около 50 000 экземпляров и всего четыре игры. Несмотря на это, благодаря ряду использованных в консоли необычных решений и её редкости консоль сохраняет некоторую известность среди любителей и коллекционеров старых игровых систем. В настоящее время консоль поддерживается многосистемным эмулятором MAME. Также была создана FPGA-реплика системы.

## Описание
Консоль была выполнена в необычном формате самостоятельной настольной игровой системы. Среди последующих консолей такой формат использовали Vectrex (1982) и Virtual Boy (1995), также не ставшие популярными.
Управление осуществлялось одним джойстиком и двумя наборами по четыре кнопки, располагавшихся по сторонам от рукоятки джойстика. Это обеспечивало комфортную игру для левшей и правшей.
Главной особенностью системы являлся её встроенный дисплей с механической развёрткой. Он был выполнен на одной вертикальной полоске из 40 красных светодиодов и вращающемся при помощи мотора вертикальном зеркале. При вращении зеркало отражало свет в разные места экрана, а процессор системы включал и выключал нужные светодиоды. Получаемый таким образом растр имел разрешение 150×40 монохромных пикселей и частоту обновления около 15 герц. Такое решение было самым дешёвым из всех доступных в то время технологий (полная светодиодная матрица, жидкокристаллический дисплей или ЭЛТ-экран). Впоследствии подобное решение было применено в игровой консоли Virtual Boy.
Игровые картриджи могли храниться в углублениях в верхней части корпуса консоли.
Недостатками консоли являлся монохромный экран. Большое энергопотребление и чувствительность механики не позволяли использовать её в качестве портативной игровой системы.

## Разработка
Создателем консоли является Роберт МакКаслин (Robert McCaslin). В процессе разработки было создано три прототипа. Первый из них демонстрировал концепцию экрана с механической развёрткой и управлялся компьютером Apple II. Второй демонстрировал концепцию консоли в целом. Он был построен на основе двух процессоров COPS компании National Semiconductor, работающих параллельно. Их производительности оказалось недостаточно для обновления экрана, и был создан третий прототип на основе микроконтроллера Intel 8051. В окончательной версии был использован предшественник этого микроконтроллера, Intel 8048.

## Игры
Компания Entex выпустила всего четыре игры для Adventure Vision:
- Defender, на основе одноимённой игры компании Williams Electronics
- Super Cobra, на основе одноимённой игры компании Konami
- Turtles, на основе одноимённой игры компании Konami (аналог Pac-Man)
- Space Force, клон аркадной игры Asteroids компании Atari

## Технические характеристики
- Процессор: микроконтроллер Intel 8048 на частоте 733 кГц
- Звук: National Semiconductor COP411L на частоте 52.6 кГц
- ОЗУ: 64 байт в составе 8048 и 1 КБ на плате
- ПЗУ: 1 КБ в составе 8048, 512 байт в составе COP411L и 4 КБ в картридже
- Управление: джойстик и четыре кнопки, продублированные по сторонам от джойстика
- Графика: монохромный экран с разрешением 150×40 пикселей